# Canal Homebrew
The Homebrew Channel (en español: El Canal Homebrew) es una aplicación de código abierto gratuita desarrollada para ofrecer una manera sencilla de ejecutar homebrew en las consolas de videojuegos Wii y Wii U (menú de Wii).

## Historia
La primera versión fue lanzada en abril de 2008 por un grupo de desarrolladores llamado Team Twiizers. Inicialmente, era necesaria una copia del videojuego The Legend of Zelda: Twilight Princess para poder realizar la instalación, por intermedio de un exploit. Con posterioridad, Nintendo bloqueó esta posibilidad a través de una actualización de sistema, aunque surgieron otras alternativas, después se trabajó en una aplicación que permita ejecutar varios homebrews sin necesidad de usar el proceso de The Legend of Zelda: Twilight Princess, después de terminar el desarrollo de la aplicación se organizó dos concursos en la página web wiibrew.org, uno para diseñar los gráficos del banner y otro para la música que sonaria en este, el concurso de los gráficos del banner se llevó a cabo el 26 de marzo, el Team Twizzers dio especificaciones sobre el formato que usaba la Wii y el ganador del concurso su imagen sería usada para The Homebrew Channel, se enviaron 28 propuestas pero la del usuario Souly fue la ganadora, el segundo concurso se llevó a cabo una semana después y la música debía ser libre de derechos de autor, se recibieron 20 propuestas y la ganadora fue una pieza de música sin ningún nombre con una firma de un tal Dreamer
En febrero de 2013 se añadió soporte para el Wii Motion Plus En diciembre del mismo año, se logró ejecutar Homebrew Channel en la nueva consola de Nintendo, Wii U, que es retrocompatible con la primera Wii.
En 2014, Nintendo anunció la finalización de sus servicios en línea para la consola, a partir del 20 de mayo de ese año. Homebrew Channel fue utilizado como vehículo para la implementación de un servidor comunitario, lo que dio paso a dos servicios, RiiConnect24 (Ahora llamado WiiLink, se usa para revivir los servicios que utilizaban el ya extinto WiiConnect24) y Wiimmfi (usado para los servicios en línea de los juegos en reemplazo de la Conexión Wi-Fi de Nintendo) que en junio se empezaron a usar como alternativas al oficial.
En 2025 se descubrió que la librería libogc desarrollada por devkitPro contenía código robado del RTOS de código abierto RTEMS y del SDK propietario de Nintendo para la Wii denominado Revolution SDK, gran parte del software homebrew creado para la consola utiliza esta librería para funcionar, incluyendo el propio Homebrew Channel, esto generó el pronunciamiento de fail0verflow (Antes llamado Team Twiizers) sobre su descontento por la procedencia del código de libogc, lo que dio lugar a la descontinuación del proyecto el 29 de abril de 2025.

## Características
La aplicación, una vez instalada, aparece como cualquier otro canal en el menú de Wii. Al ejecutarse, muestra una lista de aplicaciones encontradas en la tarjeta SD o en una unidad USB externa. El usuario puede seleccionar qué aplicación desea instalar y ejecutar utilizando el Wiimote o un control de Gamecube. El programa también comprueba si existen actualizaciones al iniciarse, y permite instalarlas si el usuario así lo desea.
Homebrew Channel permite:
- Ejecutar juegos caseros.
- Realizar copias de seguridad de los juegos de Wii en un disco rígido.
- Ejecutar juegos de otras plataformas a través de emuladores.
- Ejecutar copias de los juegos propios de Wii, sin necesidad de un modchip.
- Ejecutar Aplicaciones hechas por la comunidad (Aplicaciones Homebrew)